# 貞惠公主
貞惠公主（738年—777年），渤海国公主，大氏。第三世渤海文王（大兴宝历孝感金輪聖法大王）大钦茂次女。名不详，貞惠公主为谥号。
貞惠公主早年受女师之教，“敦诗悦礼”。渤海宝历四年（大兴四十年，唐代宗大历十二年，777年）夏四月十四日乙未貞惠公主去世，享年四十岁。公主死后三年，宝历七年（780年）冬十一月廿四日甲申，安葬于珍陵之西原，同年立碑。

## 贞惠公主墓
貞惠公主墓葬在渤海早期都城旧国（今吉林省延边朝鲜族自治州敦化市敖东城）南约5公里的六顶山。位于六顶山古墓群第一墓区的中央部位。墓为封土方形石室墓，残高1.50米。墓室修于地下，深约2米。墓南北长2.80～2.90米，东西宽2.66～2.84米。1949年在墓甬道内发现墓碑，碑文共21行，阴刻汉字楷书真字，总计七百二十五个字，书法、雕技皆仿唐制。其中一半可以辨认和识读，可以了解公主的一生和渤海文化生活，具有重要学术价值。序文为典型骈体文，结构严谨，层次分明，骈偶讲究，对仗精当，韵脚谐调，辞藻华丽。该墓早年被盗掘，后经清理，出土墓志一方，计七百二十五字，详记贞惠公主生平，现藏吉林省博物馆。